# Чэнь Янь (1979)
Чэнь Янь (кит. 陈艳; род. 2 мая 1979, Нанкин, Цзянсу, КНР) — китайская пловчиха. Специализируется в плавании на спине на дистанциях 100 и 200 метров. На летних Олимпийских играх 1996 года Чэнь вместе с китайской сборной выиграла бронзовую медаль в комбинированной эстафете 4 по 100 метров. Также она принимала участие в одиночных соревнованиях на дистанциях 100 и 200 метров. В 1997 году Чэнь выиграла золотую медаль чемпионата мира по плаванию на короткой воде на дистанции 200 метров и серебряную на дистанции 100 метров.